# Jabłko i Szczypior
Jabłko i Szczypior (ang. Apple & Onion, od 2018) – amerykański serial animowany stworzony przez George’a Gendiego, dawnego autora scenopisów do seriali Niesamowity świat Gumballa oraz Sanjay i Craig, który pełnił także funkcję producenta wykonawczego. Wyprodukowany przez wytwórnię Cartoon Network Studios.
Premiera odcinków krótkometrażowych odbyła się w Stanach Zjednoczonych 11 lutego 2018 na amerykańskim Cartoon Network. Dwanaście dni później, 23 lutego odbyła się premiera właściwego serialu, który był emitowany do 23 marca. W Polsce premiera odbyła się 20 sierpnia 2018 na antenie Cartoon Network w formie krótkometrażówek, natomiast regularna emisja serialu rozpoczęła się we wrześniu 2018 na tym samym kanale.

## Fabuła
Serial opisuje historię dwóch antropomorficznych przyjaciół – Jabłka i Szczypiora, którzy wyruszają do wielkiego miasta, aby odnaleźć siebie i poznać wielu nowych przyjaciół. Dwójka bohaterów po przybyciu do miasta postanawia rozpocząć zupełnie nowe życie.

## Obsada
- George Gendi – Jabłko
- Richard Ayoade – Szczypior
- Eugene Mirman – Burger
- Paul Scheer – Hot Dog
- Tasha Ames – French Fry
- Kevin Michael Richardson – Beef Jerky
- Sayed Badreya – Falafel
- Penrose Anderson –
  - mama Jabłka,
  - mama Szczypiora
- Adam Buxton – tata Jabłka
- Stephen Fry – tata Szczypiora
- Bette Ford – pani Lollypoop
- Keith Ferguson – Pizza
- Dawnn Lewis – Patty

## Spis odcinków

### Odcinek pilotowy (2016)
| Nr | Tytuł         | Tytuł polski | Premiera     | Premiera w Polsce |
| -- | ------------- | ------------ | ------------ | ----------------- |
| P1 | Apple & Onion | ---          | 14 maja 2016 | nieemitowany      |

### Odcinki krótkometrażowe (2018)
| Nr | Tytuł           | Tytuł polski      | Premiera        | Premiera w Polsce         |
| -- | --------------- | ----------------- | --------------- | ------------------------- |
| S1 | Lift            | Winda             | 11 lutego 2018  | 25 sierpnia 2018 (online) |
| S2 | Buff Up My Head | Pucuj se skroń    | 11 marca 2018   | 5 sierpnia 2018 (online)  |
| S3 | Nothing Else    | Nic więcej nie ma | 17 marca 2018   | 12 sierpnia 2018 (online) |
| S4 | Sleep           | Sen               | 25 marca 2018   | 19 sierpnia 2018 (online) |
| S5 | Water           | Woda              | 1 kwietnia 2018 | 26 sierpnia 2018 (online) |
| S6 | Car             | Auto              | 5 kwietnia 2018 | 2 września 2018 (online)  |
| S7 | Pizza Party     | Pizza na imprezie | 6 kwietnia 2018 | 23 września 2018 (online) |
| S8 | Goodbye         | Żegnam            | 7 kwietnia 2018 | 9 września 2018 (online)  |

### Seria 1 (2018–2020)
| Nr | Tytuł                     | Tytuł polski                 | Premiera          | Premiera w Polsce |
| -- | ------------------------- | ---------------------------- | ----------------- | ----------------- |
| 1  | A New Life                | Nowe życie                   | 23 lutego 2018    | 3 września 2018   |
| 2  | The Perfect Team          | Zgrany zespół                | 23 lutego 2018    | 4 września 2018   |
| 3  | Tips                      | Napiwki                      | 2 marca 2018      | 5 września 2018   |
| 4  | Falafel’s Fun Day         | Wesoły dzień Falafela        | 2 marca 2018      | 6 września 2018   |
| 5  | Apple’s in Trouble        | Jabłko ma kłopoty            | 9 marca 2018      | 7 września 2018   |
| 6  | 4 On 1                    | Czterech na jednego          | 9 marca 2018      | 8 września 2018   |
| 7  | Hot Dog’s Movie Premiere  | Premiera filmu Hot Doga      | 16 marca 2018     | 9 września 2018   |
| 8  | Bottle Catch              | Rzut butelką                 | 16 marca 2018     | 10 września 2018  |
| 9  | Pancake’s Bus Tour        | Wycieczka Naleśniczki        | 23 marca 2018     | 11 września 2018  |
| 10 | Block Party               | Impreza w bloku              | 23 marca 2018     | 12 września 2018  |
| 11 | Apple's Focus             | Jabłko, skup się             | 2 listopada 2019  | 15 czerwca 2020   |
| 12 | Lil' Noodle               | Mały Klusek                  | 2 listopada 2019  | 19 czerwca 2020   |
| 13 | Gyranoid of the Future    | Żyronoid przyszłości         | 2 listopada 2019  | 21 czerwca 2020   |
| 14 | Fun Proof                 | Fajna zabawa                 | 2 listopada 2019  | 17 czerwca 2020   |
| 15 | Whale Spotting            | Szukamy wieloryba            | 9 listopada 2019  | 22 czerwca 2020   |
| 16 | Heatwave                  | Fala gorąca                  | 9 listopada 2019  | 20 czerwca 2020   |
| 17 | Apple's in Charge         | Jabłko rządzi                | 9 listopada 2019  | 23 czerwca 2020   |
| 18 | Burger's Trampoline       | Trampolina Burgera           | 9 listopada 2019  | 16 czerwca 2020   |
| 19 | Baby Boi TP               | Papier                       | 16 listopada 2019 | 7 września 2020   |
| 20 | Not Funny                 | Nieśmieszne                  | 16 listopada 2019 | 7 września 2020   |
| 21 | Onionless                 | Bez Szczypiora               | 23 listopada 2019 | 24 czerwca 2020   |
| 22 | Party Popper              | Prażona impreza              | 23 listopada 2019 | 18 czerwca 2020   |
| 23 | Face Your Fears           | Staw czoła lękom             | 30 listopada 2019 | 9 września 2020   |
| 24 | Apple's Short             | Niskie Jabłko                | 30 listopada 2019 | 8 września 2020   |
| 25 | Positive Attitude Theory  | Teoria pozytywnego podejścia | 7 grudnia 2019    | 8 września 2020   |
| 26 | Follow Your Dreams        | Goń za marzeniami            | 7 grudnia 2019    | 9 września 2020   |
| 27 | Sausage and Sweetie Smash | Kiełbaski i Słodkie gniotki  | 11 stycznia 2020  | 10 września 2020  |
| 28 | Selfish Shellfish         | Myśli Muszli                 | 18 stycznia 2020  | 10 września 2020  |
| 29 | Apple's Formula           | Wzór na Jabłko               | 25 stycznia 2020  | 11 września 2020  |
| 30 | River of Gold             | Rzeka złota                  | 1 lutego 2020     | 11 września 2020  |
| 31 | Appleoni                  | Jabłkoszczyp                 | 8 lutego 2020     | 14 września 2020  |
| 32 | Falafel's in Jail         | Falafel w więzieniu          | 22 lutego 2020    | 14 września 2020  |
| 33 | The Music Store Thief     | Złodziej z muzycznego        | 29 lutego 2020    | 15 września 2020  |
| 34 | The Fly                   | Mucha                        | 7 marca 2020      | 15 września 2020  |
| 35 | Dragonhead                | Smocza głowa                 | 14 marca 2020     | 16 września 2020  |
| 36 | Pulling Your Weight       | Pakowanie                    | 21 marca 2020     | 16 września 2020  |
| 37 | Rotten Apple              | Zepsute Jabłko               | 28 marca 2020     | 17 września 2020  |
| 38 | The Inbetween             | Pomiędzy                     | 4 marca 2020      | 17 września 2020  |
| 39 | Election Day              | Wybory                       | 11 kwietnia 2020  | 18 września 2020  |

### Seria 2 (2020)
| Nr | Tytuł             | Tytuł polski | Premiera      | Premiera w Polsce |
| -- | ----------------- | ------------ | ------------- | ----------------- |
| 40 | Champion          | ---          | 20 lipca 2020 | nieemitowany      |
| 41 | Falafel's Passion | ---          | 21 lipca 2020 | nieemitowany      |
| 42 | Hole in Roof      | ---          | 22 lipca 2020 | nieemitowany      |
| 43 | Patty's Law       | ---          | 23 lipca 2020 | nieemitowany      |